# Workers Revolutionary Party
El Workers Revolutionary Party (Partido Obrero Revolucionario o Partido Revolucionario de los Trabajadores) es un grupo trotskista británico. A mediados de la década de 1980 sufrió varias rupturas. 

## The Club
El WRP surgió de la fracción que Gerry Healy y John Lawrence realizaron en el Revolutionary Communist Party (RCP - Partido Comunista Revolucionario). La fracción planteó que el RCP entrara al Partido Laborista. Esta política también había sido planteada al RCP por la dirección de la Cuarta Internacional. Cuando la mayoría del RCP rechazó tal política en 1947, la fracción de Healy obtuvo el derecho de romper con el RCP y trabajar dentro del Partido Laborista como un organismo diferenciado conocido internamente como The Club. Un año después, la fracción mayoritaria del RCP decidió unirse a The Club dentro del Partido Laborista. 
Healy llamó a un esfuerzo masivo de educación dentro de la organización, lo cual hizo enojar a la antigua dirección. Aunque se reunió con la oposición, Healy valoró tener cuadros bien educados antes que un gran número de seguidores sin ideas. Healy empezó a trabajar en la purga del grupo de oponentes reales e imaginarios, con el resultado de que en algunos meses la organización era una fracción de su antiguo tamaño, pero la dirección de Healy no era desafiada. 
En 1948, The Club se unión con cierto número de laboristas de izquierda y dirigentes sindicales para organizar The Socialist Fellowship (La Hermandad Socialista) como un vehículo para los miembros de izquierda del Partido Laborista. The Socialist Fellowship lanzó un periódico llamado Socialist Outlook (Perspectiva Socialista), cuyo editor era John Lawrence.
Cuando el Comité Internacional de la Cuarta Internacional fue establecido como una fracción pública de la Cuarta Internacional en 1953 (ver: Escisión de 1953), éste reconoció a The Club con su sección británica oficial. Sin embargo, Lawrence puse objeciones a esto y, como resultado, fue reemplazado como editor del periódico. Healy se hizo cargo de los deberes editoriales, pero, en 1954, el Socialist Outlook fue prohibido por el Partido Laborista. Luego, The Club comenzó a distribuir Tribune. 
The Club era una de las secciones más grandes del Comité Internacional de la Cuarta Internacional. Luego de que los partidos de Estados Unidos, Austria, China, América Latina y Suiza del Comité decidieran reunificarse con la Cuarta Internacional en 1963 (formando el Secretariado Unificado de la Cuarta Internacional), The Club controló el Comité Internacional hasta su fragmentación en 1985.

## Socialist Labour League
El grupo creció, en parte porque la gente se desilusionaba con la posición del Partido Comunista de Gran Bretaña con respecto a la Revolución Húngara de 1956 y en parte a través del reclutamiento en actividades sindicales. Uno de sus más conocidos reclutamientos del Partido Comunista de Gran Bretaña fue Peter Fryer, quien había sido el corresponsal del Daily Worker en Budapest durante la represión del levantamiento por las tropas soviéticas y quien editaba The Newsletter, un semanario comenzó a aparecer en mayo de 1958, más de un año antes del lanzamiento de la Socialist Labour Ligue (Liga Obrera Socialista). Este periódico y la publicación de algunas obras de Trotski que eran difíciles de conseguir en ese momento, ayudaron bastante a que el grupo se construyera entre quienes estaban desilusionados con el PCGB. Entre estos nuevos miembros estuvieron muchos de los más conocidos intelectuales y dirigentes del grupo, tales como Cliff Slaughter y Brian Pearce. 
Todo ello, junto con la presión de un grupo formado alrededor del activista industrial Brian Behan, los llevó a formar la Socialist Labour League en 1959, independiente, y por primera vez abiertamente trotskista, aunque aún conservaba la mayor parte de sus miembros dentro del Partido Laborista. Eran muy activos, también, en la organización juvenil del laborismo, la Juventud Socialista (Young Socialists) y ganaron el control de ella hasta que fue disuelta en 1964. 
No obstante, durante este periodo el grupo experimentó tensiones internas considerables. Fryer renunció en 1959 y en 1960 un grupo de miembros rompieron para formar Solidarity (Solidaridad), grupo que se convirtió en una organización teóricamente influyente y orientada hacia las industrias, influencia fuertemente por las ideas de Cornelius Castoriadis. 
En 1963, la dirección de la SLL declaró que habían identificado una situación revolucionaria en Gran Bretaña. Desde su punto de vista, esto significa que la actividad más importante era construir el partido. Comenzaron un periódico diario, Workers Press, a principio de la década de 1970 e incrementaron el volumen de militancia, al tiempo que comenzaban a temer sufrir una infiltración policial. La crisis se convertiría en una parte cada vez más importante de su perfil público y los disidentes externos e internos fueron tratados con dureza. Ernie Tata, un trotskista canadiense, fue atacado en público mientras distribuía panfletos contra Healy.

## Workers Revolutionary Party
Abandonando el Partido Laborista, el Workers Revolutionary Party formó la "All Trade Unions Allianza" (Alianza de Todos los Sindicatos), a la cual controlaba completamente. Entre sus más conocidas políticas estaba el reemplazo de la policía por una milicia obrera. El partido comenzó a perder miembros lentamente, conforme aumentaba la presión de la organización sobre sus miembros. No obstante, algunas celebridades menores se unieron en este periodo, como Vanessa Redgrave. 
Una ruptura mayor sucedió cuando Alan Thornett fue expulsado y fundó la Workers Socialist League (Liga Obrera Socialista). En 1979, un grupo más pequeño rompió con el WRP, formando el International Leninist Workers Party. 
En 1975, Corin Redgrave compró la villa White Meadows en Parwich, Derbyshire, y el WRP usó la casa como lugar de reunión para entrenamientos, bajo el nombre de "Red House" (Casa Roja), dirigida pro el director de televisión Roy Battersby. The Observer publicó un informe diciendo que la actriz Irene Gorst fue interrogada mientras estaba en la escuela y se le impidió irse. El grupo demandó al editor de The Observer, David Astor, por el artículo, en un caso marcado por la discusión que provocó una incursión de la policía armada en el edificio que encontró balas. El jurado encontró que no todas las palabras en el artículo eran sustancialmente verdad, pero que la reputación de los demandantes no había sido injuriada materialmente.
En 1976, el WRP lanzó una investigación sobre los detalles de la muerte de Trotski, siguiendo las declaraciones de Joseph Hansen de que Harold Robins, un miembro fundador del Socialist Workers Party de Estados Unidos, podría haber sido un agente soviético. El informe final exoneró a Robins y declaró que Ramón Mercader estaba vivo en Checoslovaquia. En 1979, el grupo compró la máscara de muerte de Trotski para usarla como un ícono en eventos.
EL WRP se reunió con funcionarios libios en 1977 y editó una declaración conjunta, oponiéndose al sionismo, al imperialismo norteamericano y a Anwar Sadat. Hubo suposiciones inmediatas de que esta declaración podía estar ligada con el aporte libio de fondos para el periódico del partido, News Line. Los estrechos lazos continuaron, con miembros del partido hablando a menudo en eventos oficiales en Libia. En 1981, el Sunday Telegraph denunció qué News Line era financiado con dinero del gobierno de Gadafi. En 1983, el Money Programme declaró lo mismo, lo cual fue repetido por el periódico Socialist Organiser y el WRP eligió demandar a ambos, pero abandonó pronto el caso. Cuando, un poco después, el WRP se desintegró, una investigación fue llevada adelante por la dirección del Comité Internacional por la Cuarta Internacional, con el apoyo de Mike Banda y Cliff Slaughter, figuras dirigentes del WRP. El informe concluyó que el WRP había reunido información para la inteligencia Libia. Publicado por Solidarity, el informe declaró que 1.075.163 de libras esterlinas habían sido recibidas por el grupo desde Libia y varios gobiernos de Medio Oriente, entre 1977 y 1983. Si bien se establecía que sólo una pequeña proporción de este dinero provenía del gobierno iraquí de Saddam Hussein, llama la atención en particular cuando establece que miembros del WRP eran instruidos para tomar fotografías en las manifestaciones de los oponentes a Hussein y, declara, que estás fotografías era luego enviadas a la embajada iraquí. Dave Bruce, que supervisaba la prensa escrita, declaró que el ingreso desde Libia cubrió en su mayoría los costos de las materias primas del trabajo de impresión, incluyendo copias de "The Green Book" y que el partido hubiera podido cubrir de otro modo sus propios costos.
El grupo también estableció centros de entrenamiento de la juventud en varias comunidades empobrecidas en toda Gran Bretaña. El parlamentario del Partido Liberal David Alton declaró que en el Parlamento que en esos centros se estaba enseñando a los jóvenes métodos antipoliciales y cuando repitió tales acusaciones fuera del Parlamento fue demandado por el WRP.

## Fragmentación
En 1985, el partido expulsó a Healy y a sus partidarios, incluyendo a Vanessa y a Corin Redgrave. Al principio, él fue acusado de relaciones no comunistas. Poco después de esta ruptura, News Line declaró que la verdadera razón de la expulsión era que Healy había agredido sexualmente a por lo menos 26 camaradas femeninas, como se establecía en una carta de su antigua secretaria Aileen Jennings. Algunas de estas acusaciones fueron confirmadas por una investigación interna en el partido. Ésta fue conducida por dos miembros obreros del WRP de larga trayectoria, uno de los cuales publicó más tarde el informe de la comisión de control en sus memorias.
El grupo expulsado declaró a su vez que la expulsión había sido motivada por un fallido golpe político intentado por el secretario del partido Michael Banda. Este grupo continuó reivindicando ser el WRP, y durante un tiempo, existieron dos versiones del grupo, cada una publicando su propio diario News Line. La ruptura en el WRP también tuvo repercusiones en el Comité Internacional y, como resultado, hubo también dos versiones de este organismo. 
Las dos versiones de WRP fueron pronto reconocidas por sus periódicos, con la versión dirigida por Gerry Healy y Sheila Torrence siendo conocida como el WRP (News Line). La dirigida por Cliff Slaughter expulsó pronto a Banda y comenzó a ser reconocida como el WRP (Workers Press). Ambas siguieron fragmentándose en los años siguientes. 
La primera ruptura en el WRP pro-Healy sucedió cuando un sector de la militancia de Londres organizada en torno al trabajador de tiempo completo Richard Price se rebeló y fue expulsado. Ellos formaron la Workers International League que, desde entonces, ha pasado a ser Workers Action y ya no tiene nada en común con el "healysmo" que defendía cuando fue fundada. 
Otra ruptura en el WRP y el Comité Internacional pro-Healy se desarrollaría cuando la sección norteamericana del Comité Internacional por la Cuarta Internacional, dirigida por David North, se rebeló contra la dirección de Healy y rompió para formar su propio movimiento rival, también llamado Comité Internacional por la Cuarta Internacional. Algunos miembros del WRP, simpáticos con la sección norteamericana, abandonaron el WRP en este momento para formar el International Communist Party, con base en Sheffield. Este grupo ha adoptado, desde entonces, el nombre de Socialist Equality Party y tiene aliados en seis naciones. 
En 1986, el Comité Internacional por la Cuarta Internacional leal a Healy expulsó al WRP (News Line). Healy fue removido del Comité Central del grupo, para convertirse en un consejero. Cuando la organización publicó un artículo revisando las contribuciones de Healy al trotskismo, concluyó que su retiro forzado estaba llegando a su final. Con Corin Redgrave y Vanessa Redgrave, formó una tendencia minoritaria que llamó a un alineamiento más prosoviético y rompió en 1987 para formar el Marxist Party. El Partido Marxista sufriría, a su vez, otra pequeña ruptura luego de la muerte de Healy. Ese grupo formó la Communist League mientras que el Marxist Party perduraría hasta 2004 cuando se autodisolvió. 
El WRP (Workers Press) sufrió a serie rupturas y es ahora una pequeña organización conocida como Movement for Socialism. 
El WRP de Torrance es ahora el único Workers Revolutionary Party sobreviviente en el Reino Unido y todavía publica News Line a diario. 
El partido ha estado registrado en la Comisión Electoral británica desde el 15 de mayo de 2001, con Frank Sweeney como dirigente inscrito. El WRP tiene un activo de un poco más de 4.000 libras esterlinas.

## Young Socialists
El WRP apunta a atraer a la juventud a través de Young Socialists. Publica un periódico semanal llamado así. De igual modo, el partido ha tratado de jugar un rol entre la juventud universitaria bajo el nombre de "Young Socialist Student Society", aunque ha permanecido siendo minoritario.